# Сухоберезиця
Сухобере́зиця — річка в Україні, в межах Баришівського району Київської області. Ліва притока Бакумівки. Притока Дніпра четвертого порядку. 

## Опис
Довжина 11 км, площа басейну 73 км². Заплава в багатьох місцях замулена, місцями нечітко виражена, неканалізована. Фактично являє собою низку ставків із повільною течією. Загалом на річці 5 ставків, площа водного плеса яких становить 55,3 га. Річка влітку пересихає. На ній спостерігалися весняні повені 1917, 1931, 1953, 1970, 1971 років. Живлення переважно дощове та снігове, проте є частина підземного.  

## Розташування
Річка бере початок у джерелі на південь від села Бірки, що в Чернігівській області. Протікає селом Лукаші, де й споруджені всі її ставки, далі — селом Корніївка, після чого впадає у річку Бакумівка. 